# Hans-Cord Sarnighausen
Hans-Cord Sarnighausen (* 23. Juli 1936 in Mulsum bei Stade) ist ein deutscher Richter, Genealoge und Regionalhistoriker.

## Leben
Hans-Cord Sarnighausen wurde 1936 als Sohn eines Arztes geboren und besuchte während des Zweiten Weltkrieges ab 1942 die  Mulsumer Volksschule. In der Nachkriegszeit war er 1947 Schüler des Stader Athenaeums, an dem er 1956 sein Abitur ablegte.
Von 1956 bis 1960 studierte er Rechtswissenschaften zunächst in Freiburg und Bonn und wurde 1961 nach Vorlage seiner Dissertation Der Missbrauch im Recht der Wettbewerbsbeschränkungen an der Universität Göttingen promoviert.
1965 trat Sarnighausen beim Verwaltungsgericht Lüneburg die Stelle des Gerichtsassessors an. 1968 wurde er Richter am Verwaltungsgericht Lüneburg, 1973 Richter am Niedersächsischen Oberverwaltungsgericht. 1975 übernahm er den stellvertretenden Vorsitz des Senats. 1980 wurde er Vorsitzender Richter der Baurechtskammer am Verwaltungsgericht Lüneburg. Von 1988 bis 1998 nahm er abermals die Aufgaben des stellvertretenden Bausenatsvorsitzender am OVG Lüneburg wahr.
Sarnighausen ist korrespondierendes Mitglied der Genealogischen Gesellschaft Hamburg. Er verfasste zahlreiche genealogische und historische Publikationen zu Norddeutschland, allein bis 2011 etwa 290 Titel, davon beinahe 40 Titel über die Amtsjuristen von Kurhannover.
Hans-Cord Sarnighausen wirkte viele Jahre als Vorsitzender einer Lüneburger Kirchengemeinde und als Mitglied des dortigen Kirchenkreisvorstandes. Als Tenor sang er in den Chören der Lüneburger Kantoreien von St. Johannis und St. Michaelis. In mehr als 45 Jahren beteiligte er sich zudem am musikalischen Engagement seiner Ehefrau. 1986 war er Mitbegründer des Musischen Fördervereins Barnstedt, der – viele Jahre unter dem Vorsitz des Barnstedter Rittergutsbesitzers Klaus von Estorff (1928–2014) – durch Konzerte in der historischen Gutskapelle vor allem junge Künstler fördert.
Sarnighausen ist seit 1965 verheiratet und Vater von drei Kindern.

## Schriften (Auswahl)
- Der Missbrauch im Recht der Wettbewerbsbeschränkungen, Dissertation vom 22. Januar 1962 an der Rechts- und staatswissenschaftlichen Fakultät der Universität Göttingen, 1962
- Ein kurhannoverscher Gerichtsdirektor des Landes Hadeln vor 200 Jahren, in:  Festschrift zum 60. Geburtstag von Rinje Bernd Behrens, hrsg. vom Ausschuß Heinrich E. Hansen, Bremerhaven 1994, S. 117–130
- Magister Julius Schmidt (1618–1680) aus Celle – ein „Mindener Luther“?, in: Mitteilungen des Mindener Geschichtsvereins, Heft 72 2000 (2001), S. 23–37; Digitalisat der Universitäts- und Landesbibliothek Münster
- Die Brüder Hoppenstedt in Celle und Hannover nach 1815, in: Hannoversche Geschichtsblätter, Neue Folge 55/56 (2001/2002), S. 165–174
- Zur Amtsfamilie Sarnighausen in Hausberge an der Porta Westfalica seit 1689, in: Genealogie. Deutsche Zeitschrift für Familienkunde. Organ der Deutschen Arbeitsgemeinschaft Genealogischer Verbände, 52. Jahrgang (2003), Heft 3/4, S. 449–457
- Zur Juristenfamilie Gelshorn aus Herford, Detmold und Lübbecke. Namhafte Protestanten in Westfalen mit unbekannter Herkunft, in: Archiv für Familiengeschichtsforschung, Jahrgang 7 (2003), Heft 4, S. 282–288
- Zum Denkmalschutz für Grünanlagen und Bäume. Theorie und Praxis im Widerspruch?, in: Öffentliche Verwaltung. Zeitschrift für Verwaltungsrecht und Verwaltungspolitik, Stuttgart, Jahrgang 57 (2004), Heft 22, S. 956–960
- mit Gustav Fock: Zur Musik und Glasmalerei in St. Michaelis Lüneburg, Husum: Husum-Verlag 2004, ISBN 978-3-89876-190-1 und ISBN 3-89876-190-8
- Die Professoren Jugler und Gebhardi an der Lüneburger Ritterakademie, in: Zeitdokumente, hrsg. vom Landkreis Lüneburg, Husum: Husum-Verlag, 2004, ISBN 3-89876-165-7, S. 102–113
- Die Lübecker Patrizier von Warendorp seit 1285, in: Genealogie. Deutsche Zeitschrift für Familienkunde. Organ der Deutschen Arbeitsgemeinschaft Genealogischer Verbände, 53. Jahrgang (2004), Heft 5/6, S. 129–142
- Braunschweig-Lüneburgische und kurhannoversche Amtsjuristen des 18. Jahrhunderts mit ihren Familien in ausgewählten Amtsbezirken, in: Genealogie. Deutsche Zeitschrift für Familienkunde. Organ der Deutschen Arbeitsgemeinschaft Genealogischer Verbände, 55. Jahrgang, Band 28, Heft 3, 2006
  - Kurhannoversche Amtsjuristen in Rethem/Allei, S. 249ff.
  - Kurhannoversche Amtsjuristen in Uslar am Solling und ihre Familien, S. 267ff.
- Zur Familie des Zacharias Goeze (1662–1729), Rektor am Ratsgymnasium in Osnabrück (2008), in: Osnabrücker Mitteilungen, Heft 113 (2008), S. 265–273
- Hannoversche Amtsjuristen von 1719 bis 1866 in Hagen im Bremischen, in: Jahrbuch der Männer vom Morgenstern, Bd. 90, 2011, S. 172–187
- Zur Barnstedter Grabplatte v. Estorff und v. Ompteda von 1704, in: Archiv für Familiengeschichtsforschung, 17. Jahrgang (2013), Heft 2, S. 54–56
- Emmy Danckwerts (1812–1865), Theodor Fontane und das Henriettenstift in Hannover, in: Archiv für Familiengeschichtsforschung, 17. Jahrgang (2013), Heft 4, S. 127–133
- Amtsjuristen von 1692 bis 1850 in Schnackenburg/Elbe. In: Zeitschrift für Niederdeutsche Familienkunde Jg. 90, 2015, S. 156–169

Rezensionen:
- zu Werner H. Preuß: Heinrich Heine und das Heine-Haus in Lüneburg. Husum 2007. In: Heine-Jahrbuch 2007
- zu Jochen Arnold u. a.: St. Michaelis zu Hildesheim. Geschichte und Geschichten aus 1000 Jahren (= Veröffentlichungen der Hildesheimer Volkshochschule zur Stadtgeschichte Hildesheims, Band 15), Hildesheim: Gebrüder Gerstenberg, 2010, in: Hildesheimer Jahrbuch für Stadt und Stift Hildesheim, Band 82, 2010, S. 251–252